# Гређани (Топуско)
Гређани су насељено место у општини Топуско, на Кордуну, Република Хрватска.

## Историја
Гређани су се од распада Југославије до августа 1995. године налазили у Републици Српској Крајини. До територијалне реорганизације у Хрватској насеље се налазило у саставу бивше велике општине Вргинмост.

## Становништво
На попису становништва 2011. године, Гређани су имали 341 становника.

## Попис 1991.
На попису становништва 1991. године, насељено место Гређани је имало 745 становника, следећег националног састава:
| Попис 1991.‍  | Попис 1991.‍  | Попис 1991.‍ | Попис 1991.‍ | Попис 1991.‍ |
| ------------ | ------------ | ----------- | ----------- | ----------- |
|              |              |             |             |             |
| Хрвати       | Хрвати       |             | 541         | 72,61%      |
| Срби         | Срби         |             | 160         | 21,47%      |
| Југословени  | Југословени  |             | 24          | 3,22%       |
| Муслимани    | Муслимани    |             | 4           | 0,53%       |
| Роми         | Роми         |             | 2           | 0,26%       |
| Немци        | Немци        |             | 1           | 0,13%       |
| Чеси         | Чеси         |             | 1           | 0,13%       |
| неопредељени | неопредељени |             | 6           | 0,80%       |
| непознато    | непознато    |             | 6           | 0,80%       |
| укупно: 745  |              |             |             |             |